# Polihierax
Polihierax es un género de aves falconiformes de la familia Falconidae. Se conocen vulgarmente como halconcitos. Se distribuyen por el África subsahariana y el Sudeste Asiático.

## Especies
Se reconocen las siguientes especies:
- Polihierax semitorquatus
- Polihierax insignis